# دهستان دشت ارژن
دشت ارژن دهستانی است از توابع بخش ارژن شهرستان شیراز استان فارس ایران.

## جمعیت
این دهستان در بخش ارژن قرار دارد و براساس سرشماری مرکز آمار ایران در سال ۱۳۹۵ ، جمعیت آن ۴۵۷۱ نفر (۱۳۳۱ خانوار) بوده است.